# Busso von Alvensleben (Diplomat)
Busso von Alvensleben (* 25. Januar 1949 in Dortmund) ist ein deutscher Diplomat. 

## Leben
Busso von Alvensleben entstammt dem in Wittenmoor ansässig gewesenen Zweig der Familie von Alvensleben und ist der Sohn des altmärkischen Kunstwissenschaftlers Udo von Alvensleben. Nach dem Abitur an der Schule im Schloss Salem nahm Busso von Alvensleben 1969 ein Studium der Rechtswissenschaften an der Albert-Ludwigs-Universität Freiburg und an der Freien Universität Berlin auf. Nach dem Zweiten Juristischen Staatsexamen war er 1977 bei der Deutschen Bank tätig, bevor er 1978 in den auswärtigen Dienst wechselte. Von 1982 bis 1985 arbeitete er an der deutschen Botschaft in Nairobi, danach an der Botschaft in Tel Aviv.
Alvensleben war bereits 1969 Anwärter des Johanniterordens, wurde 1976 dort Ehrenritter und 1990 Rechtsritter. Er gehört der Genossenschaft der Provinz Sachsen an, ganz in Tradition der Vorfahren.
1994 wurde Busso von Alvensleben persönlicher Referent des Bundespräsidenten Richard von Weizsäcker, ab 1998 war er im Auswärtigen Amt stellvertretender und ab 2000 Chef des Protokolls. Er war von September 2003 bis September 2006 als deutscher Botschafter in Schweden tätig. Danach war er Beauftragter für Globale Fragen, Humanitäre Hilfe, Menschenrechte und internationale Terrorismusbekämpfung im Auswärtigen Amt (ab Sommer 2008 ergänzt um den Aufgabenbereich „Zivile Krisenprävention“). Von 2009 bis 2011 war er deutscher Botschafter in Irland.
Bis Juli 2014 war Busso von Alvensleben Generalkonsul in New York. Der Amtsbezirk des Generalkonsulats umfasst die Bundesstaaten New York, New Jersey, Pennsylvania sowie das Fairfield County in Connecticut und Bermuda.